# PZL M-20 Mewa
O PZL-Mielec M-20 Mewa (em polonês: Gaivota) é uma versão de produção licenciada do Piper PA-34 Seneca II, fabricado na Polônia pela WSK PZL Mielec em uma série limitada da década de 1980.

## Desenvolvimento
Uma licença para construir o PA-34-200T foi comprada em 1978, quando a WSK-Mielec começou a cooperar com fabricantes ocidentais. As aeronaves polonesas seriam equipadas com motores PZL-Franklin F6A-350 de 220 hp (164 kW). O primeiro Mewa, construído parcialmente de peças americanas, voou em 25 de Julho de 1979. Entretanto, as autoridades comunistas polonesas eram relutantes em produzir aeronaves civis desta classe, por ainda não haver um mercado livre de aeronaves civis na Polônia na época. Um resultado disso, o segundo protótipo voou apenas em 1982, e o terceiro M-20 02, foi início para a base de produção em série em 10 de Outubro de 1985. Em 1988, uma versão aeromédica do M-20 03 foi desenvolvida, com motores Teledyne Continental TSIO/LTSIO-360-KB.
Após 1990  a produção do Mewa foi iniciada para o mercado civil. Apesar do fato de ter ganho o prêmio Teraz Polska em 1993, havia pouco interesse e apenas 33 aeronaves tinham sido construídas até o fim de 1998.
Em abril de 2015, a Aero AT (Jiangsu) Aviation Industrial adquiriu a propriedade intelectual para o M-20 Mewa da PZL Mielec (agora, parte da Sikorsky Aircraft, dos EUA). A Aero AT, da Polônia, e a Jiangsu Aero AT Aviation Technologies e Changzhou National Hi-Tech District, da China, entraram em um acordo de investimentos em 30 de outubro de 2015. O plano era que a Jiangsu Aero montaria os M-20 Mewa no Parque Industrial de Changzhou Konggang, na China. O primeiro M-20 chinês era esperado que saísse da linha de produção em 2017, seguida da produção de 50 unidades por ano em 2018.

## Histórico Operacional
Quatro M-20s foram usados pelo Serviço Aeromédico Polonês. Em 2006, ainda havia 14 M-20s no registro civil polonês. Um é utilizado pela Guarda de Fronteira Polonesa.

## Operadores
- Polónia
  - Lotnicze Pogotowie Ratunkowe (em polonês: Serviço Aeromédico Polonês): Quatro aeronaves foram operadas até 2009, sendo substituídas pelo Piaggio P.180 Avanti;
  - Guarda de Fronteira Polonesa: Operou uma unidade;

## Especificações (PZL M-20 Mewa)
Dados de: Jane's all the World's Aircraft 1988–89 

### Características Gerais
- Tripulantes: Um ou dois pilotos;
- Passageiros: Quatro a cinco passageiros + sétimo assento opcional;
- Comprimento: 8.72 m (28 ft 7 in);
- Envergadura: 11.86 m (38 ft 11 in);
- Altura: 3.02 m (9 ft 11 in);
- Área Alar: 19.18 m2 (206.5 sq ft);
- Aerofólio: NACA 652-415;[5]
- Peso Vazio: 1,290 kg (2,844 lb);
- Peso Carregado: 1,810 kg (3,990 lb);
- Peso Máximo de Decolagem (MTOW): 2,070 kg (4,564 lb);
- Capacidade de Combustível: 371 L em quatro tanques nas asas + 113.5 L em dois tanques adicionais nas asas;
- Motor: 2x PZL-Franklin F6A-350C1L/R, seis cilindros opostos, refrigerado a ar, 205 hp (153 kW);
- Hélices: Warszawa-Okecie US 134, tripá, velocidade constante;

### Performance
- Velocidade Máxima: 275 km/h (148 kn) a 1,500 m (4,900 ft);
- Velocidade de Cruzeiro: 260 km/h (140 kn) a 1,500 m (4,900 ft);
- Velocidade de Estol: 108 km/h (67 mph, 58 kn);
- Velocidade Nunca Exceder: 360 km/h (190 kn);
- Alcance: 550 km (300 nmi) com 45 minutos de reserva;
- Alcance de Traslado: 1,360 km (730 nmi) com combustível auxiliar, 45 minutos de reserva;
- Teto de Serviço: 4,000 m (13,000 ft);

- Taxa de Subida: 6.4 m/s (1,260 ft/min);
- Carga Alar: 107.9 kg/m2 (22.1 lb/sq ft);
- Relação peso-potência: 0.146 kW/kg (0.089 hp/lb);

## Ligações Externas
- Poser page (em polonês/polaco)
- Galeria Fotográfica no Lotnictwo.net